# Polskie Szkoły Handlowe w Wolnym Mieście Gdańsku

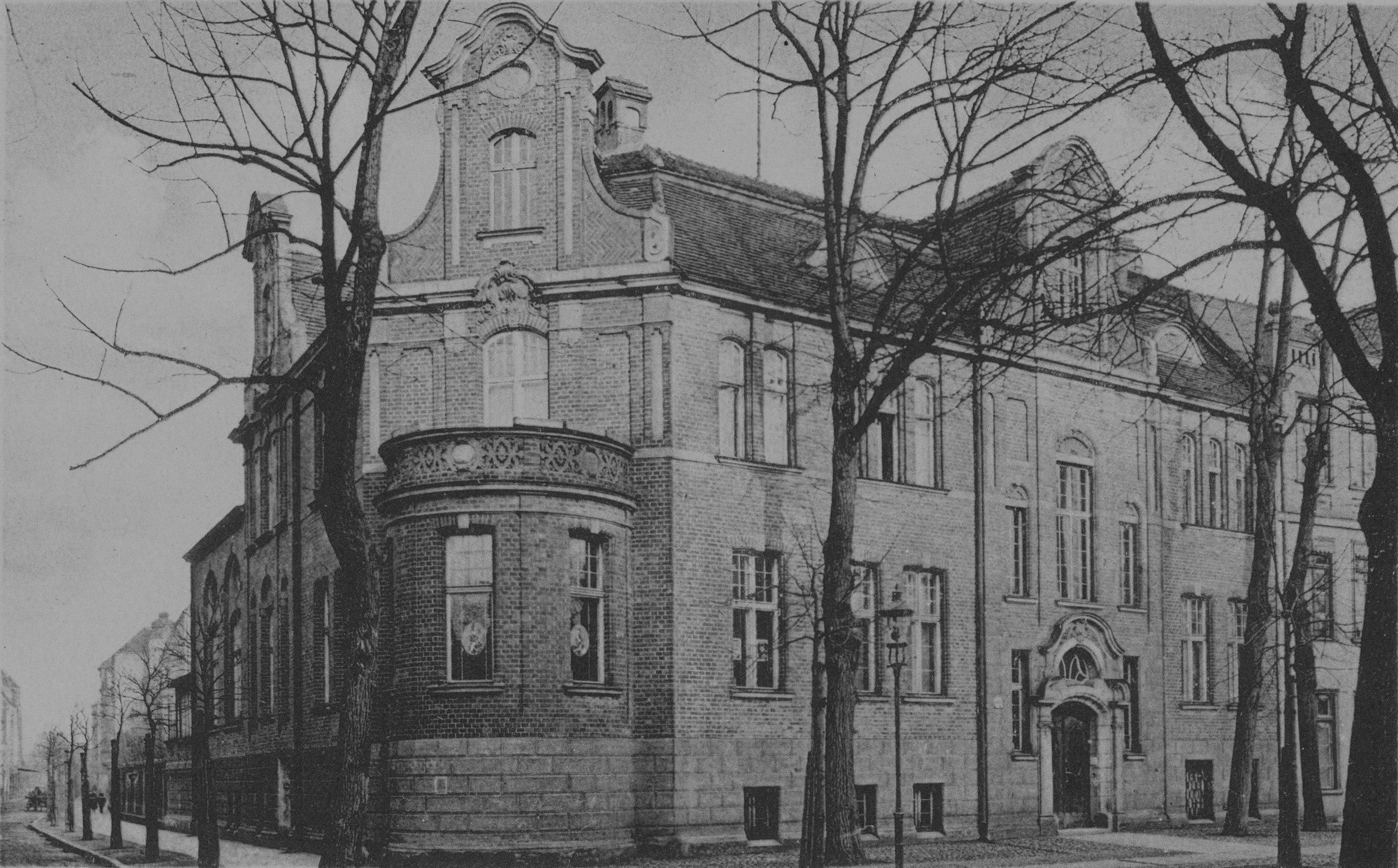
Nieistniejący gmach szkół przed rozbudową

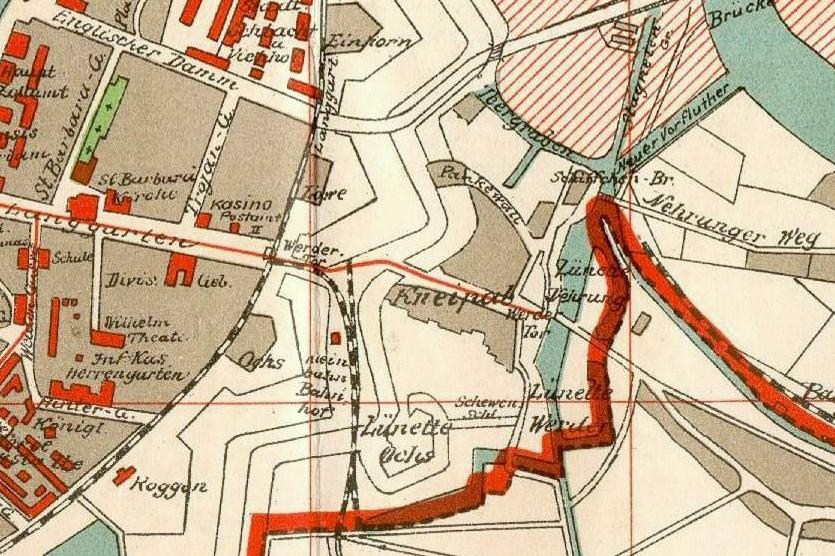
Siedziba szkół na planie z 1912, oznaczona jako Kasino

Polskie Szkoły Handlowe w Gdańsku – dwie polskie szkoły zawodowe przygotowujące polską młodzież do pracy w zawodzie kupieckim, istniejące w latach 1926 (1929)–1939 w Wolnym Mieście Gdańsku (mieście-państwie). Dyrektorem obu szkół przez cały okres był Marian Seredyński.

## Historia
W listopadzie 1920 zostało utworzone państewko Wolne Miasto Gdańsk, w którym dominowała ludność narodowości niemieckiej. Językiem urzędowym był niemiecki. Mniejszość polska miała prawo posługiwania się językiem polskim w administracji, placówkach oświatowych i podczas wykonywania praktyk religijnych.

### Polska Szkoła Handlowa Macierzy Szkolnej
Trzyletnia szkoła zawodowa została otwarta staraniem Gdańskiej Macierzy Szkolnej 13 września 1926. Siedzibą szkoły był gmach byłego pruskiego kasyna (Regimentshaus zbudowany w latach 1908–1909) przy ul. Długie Ogrody (Langgarten 80), zakupiony w 1922 i ofiarowany Macierzy Szkolnej na ten cel przez łódzkiego przemysłowca Edwarda Heimana-Jareckiego.
Do szkoły przyjmowano młodzież w wieku 14–15 lat, po 7-klasowych szkołach powszechnych, a także uczniów po szóstej klasie Gimnazjum Polskiego, którzy decydowali się na szkołę dającą przygotowanie do zawodu pomocniczego pracownika handlowego. W inauguracyjnym roku 1926 szkoła liczyła 26 uczniów.

### Polska Wyższa Szkoła Handlowa Macierzy Szkolnej
W 1929 powołano dodatkowo dwuletnią Wyższą Szkołę Handlową. Szkoła przyjmowała absolwentów Polskiej Szkoły Handlowej Macierzy Szkolnej lub absolwentów szóstej klasy gimnazjum. Szkoła kształciła samodzielnych pracowników handlu oraz dawała maturę.
Nauczycielami w Polskiej Szkole Handlowej i Polskiej Wyższej Szkole Handlowej byli m.in. Maria Ostrowska, Maria Pikarska, Feliks Kalewski, Alf Liczmański, Marian Pelczar, Szczepan Pilecki, Władysław Pniewski.
Obie szkoły istniały obok siebie, a przeważały w nich dziewczęta. W 1930 było 139 uczniów, w 1938 było 279 uczniów. Placówki dokształcały też na wieczorowych kursach dla dorosłych. Absolwenci obu szkół byli poszukiwani przez polskie firmy w Gdańsku, Gdyni i Tczewie.

### Siedziba i dalsze losy
Szybko siedziba szkół, budynek dawnego kasyna stał się zbyt ciasny. W związku z zapotrzebowaniem na nowe sale lekcyjne, w 1930 rozpoczęto rozbudowywanie gmachu wzdłuż Trojangasse (dzisiejsza ul. Seredyńskiego), przy ponownym wsparciu finansowym Edwarda Heimanna-Jareckiego. W nowym trójkondygnacyjnym skrzydle znalazło się pięć sal lekcyjnych, sala konferencyjna i jadalnia. Zaplanowana była dalsza rozbudowa, m.in. budowa sali gimnastycznej z szatniami i prysznicami. Szkoły zostały zlikwidowane 1 września 1939, po wybuchu II wojny światowej. Po wojnie gmach dawnego kasyna został najprawdopodobniej zniszczony (jak inne budynki przy tej ulicy), a następnie rozebrany. W częściowo zachowanym budynku szkół handlowych umieszczono Szkoły Ekonomiczno-Handlowe.